# Фульвія Франко
Фульвія Франко (італ. Fulvia Franco) (21 травня 1931 — 15 травня 1988) — італійська акторка та модель.

## Біографія
Перемогла на конкурсі «Міс Італія» в 1948 році. Ця перемога відкрила Франко шлях у кінематограф. Дебютувала в кінокомедії «Тото подорожує по Італії / Totò al Giro d'Italia» (1948).  
Багато знімалася, в основному в ролях фатальних жінок. Знімалася до 1971 року.  
Мала сина Алессандро (1951) від шлюбу з боксером Тіберія Мітрі. У 1979 році син був знайдений мертвим у своєму автомобілі, імовірно від передозування наркотиками. 
Про долю акторки режисер Анджело Лонгоні створив художній фільм «Чемпіон і Міс / Il Campione e la Miss» (2010).